# Ліски (лісовий заказник)
Ліски́ — лісовий заказник місцевого значення в Україні. Розташоване в межах Рожищенського району Волинської області, на південний схід від смт Дубище. 
Площа 127 га. Статус надано 1995 року. Перебуває у віданні ДП «Ківецівське ЛГ», Рожищенське л-во, кв. 32). 
Статус надано для збереження лісового масиву з цінними високобонітетними насадженнями дуба, ясена, сосни, осики, ялини.
У заказнику мешкають та розмножуються сарна європейська, свиня дика, куниця лісова, лисиця звичайна, заєць сірий. У зниженнях рельєфу гніздяться лиска, баранці звичайний і великий, кулик-сорока, коловодники звичайний і болотяний, побережник білохвостий, крижень, шилохвіст, широконіска, чирянки велика і мала.
Трапляються регіонально рідкісний вид чапля сіра та види, занесені до Червоної книги України та міжнародних природоохоронних списків – орябок та лелека чорний.